# ベトナム時間
ベトナムでは協定世界時を7時間進めた標準時（UTC+7）を使用している。夏時間はない。

## 歴史
フランス領インドシナ政府は、PhủLiễn観測所が建設されたあと、1906年7月1日00:00以後すべての地域で東経104°17'17"を基準とした標準時を採用するとした。
1911年からフランス本国で、GMT+0が公式な標準時に採用された（夏期にはGMT+1を使用）。それに合わせてフランス領インドシナでも1911年5月1日00:00からGMT+7へ標準時の変更を行った。
第二次世界大戦が始まり、ナチス・ドイツのフランス侵攻でフランスが占領されると、ヴィシー政権が成立した。ヴィシー政権はフランス領インドシナの標準時を1942年12月31日23時00分にGMT+8に変更した。
フランス領インドシナが日本に占領されると1945年3月14日23時に日本標準時（UTC+9）に変更された。
ベトナム八月革命によってベトナム帝国が倒され、ベトナム民主共和国の独立宣言が行われた。ベトナム民主共和国は1945年9月2日にGMT+7を公式な標準時とした。その後第一次インドシナ戦争が勃発しベトナム、ラオスとカンボジアはGMT+8を採用した。戦闘が行われなかった地域では1947年4月1日からGMT+7を採用された。また、1954年4月15日からはラオスで、1954年10月からはハノイで、1955年5月からはハイフォンで採用された。
ベトナム国の統治下にあった南ベトナムでは1955年7月1日00:00よりGMT+7が採用された。その後1960年1月1日23:00よりGMT+8へ変更された。
北ベトナムでは1968年1月1日よりUTC+7が採用された。
1975年4月のサイゴン陥落に続いて同年5月、再統一されたベトナムは、同年6月13日にサイゴンを含む南ベトナムの標準時をUTC+7へ変更した。

### フランス領インドシナの時間
| 使用期間                       | 協定世界時との差 | 備考       |
| ------------------------------ | ---------------- | ---------- |
| 1906年7月1日 - 1911年4月30日   | UTC+06:57:09.133 |            |
| 1911年5月1日 - 1942年12月31日  | UTC+7            |            |
| 1943年1月1日 - 1945年3月14日   | UTC+8            |            |
| 1945年3月15日 - 1945年9月      | UTC+9            | 日本標準時 |
| 1945年9月 - ジュネーヴ協定締結 | UTC+8            |            |

### 北ベトナムの時間
| 使用期間                  | 協定世界時との差                           | 備考                                       |
| ------------------------- | ------------------------------------------ | ------------------------------------------ |
| 1945年9月 - 1947年3月31日 | UTC+7                                      | ハノイ時間                                 |
| 1947年4月1日 - 1967年12月 | 標準時なし UTC+7 非戦闘地域 UTC+8 戦闘地域 | 標準時なし UTC+7 非戦闘地域 UTC+8 戦闘地域 |
| 1968年1月 - 1975年6月12日 | UTC+7                                      | ハノイ時間                                 |

### 南ベトナムの時間
| 使用期間                           | 協定世界時との差 | 備考           |
| ---------------------------------- | ---------------- | -------------- |
| ジュネーヴ協定締結 - 1955年6月30日 | UTC+8            | サイゴン標準時 |
| 1955年7月1日 - 1959年12月31日      | UTC+7            | サイゴン標準時 |
| 1960年1月1日 - 1975年6月12日       | UTC+8            | サイゴン標準時 |

### 再統一後のベトナムの時間
| 使用期間             | 協定世界時との差 | 備考           |
| -------------------- | ---------------- | -------------- |
| 1975年6月13日 - 現在 | UTC+7            | ベトナム標準時 |

## IANAのTime Zone Database
IANAのTime Zone Databaseには、ベトナムの標準時が1つ含まれている。
| 国コード | 座標        | 時間帯ID         | 注釈             | 協定世界時との差 | 夏時間 | 備考 |
| -------- | ----------- | ---------------- | ---------------- | ---------------- | ------ | ---- |
| VN       | +1045+10640 | Asia/Ho_Chi_Minh | ベトナム（南部） | +07:00           | +07:00 |      |

## 参照
1. ↑  Noda Time | Time zones
2. ↑  en:List of tz database time zones